# 惚れたらあかん 代紋の掟
惚れたらあかん 代紋の掟（ほれたらあかん だいもんのおきて）は、1999年8月21日に公開された日本のヤクザ映画である。

## ストーリー
女子大生に一目惚れした武闘派ヤクザ組長の、純愛と抗争の日々を描いている。

## キャスト
大阪 北西会 役座組
- 役座組組長 役座一路（矢買興業 代表取締役社長）：的場浩司
- 役座美知（一路組長の妻）：池上季実子
- 役座組若頭 ムショ：木下ほうか
- 役座組本部長 シノギ：湯江健幸
- 役座組組員 チャカ：渡嘉敷勝男
- 役座組組員 ホシャク：浪花勇二
- 役座組組員 チャパツ：仁科貴
- チャカの女（内縁の妻）：大竹一重

関東連合会 飯倉組
- 関東連合会 飯倉組組長 飯倉六郎：峰岸徹
- 羽原純生（飯倉組組員）：古井榮一
- 鎌田健一（飯倉組組員）：武蔵拳
- 沢木（飯倉組組員）：長沢一樹

その他
- 小田真夏（一路にアプローチされ、惹かれていく女子大生）：大河内奈々子
- 石橋左京（真夏の婚約者）：松田敏幸
- 小田真一（真夏の父）：重松収
- 小田三和（真夏の母）：結城しのぶ
- 植林ナナ（真夏の友人・チャパツと付き合うようになる）：奏谷ひろみ
- 写真屋（チャカと女の婚約記念写真を撮る）：寺田農
- 北山西雄：中場利一
- 山岡：堀田眞三
- 大田原：井上博一
- 堀内：小谷一美
- カタギ：城春樹
- デカ：武本裕史
- 後藤啓太：安良岡俊一
- 伊原達男：偉藤康次
- 田中（イーコム英会話SCHOOL 社長）：大河内浩
- 鈴木学（イーコム英会話SCHOOL 常務）：高月忠

## スタッフ
- 原作：家田荘子「惚れたらあかん〜大阪ヤクザ、恋愛中!〜」
- 監督：和泉聖治
- 脚本：友松直之
- 音楽プロデューサー：義野裕明
- 挿入歌：長山洋子「女の花詞」
- 製作者：松下順一
- プロデューサー：米山紳
- 企画：瀬戸恒雄、加藤東司
- 撮影：鈴木耕一
- ガンエフェクト：唐沢裕一
- 技斗：釼持誠
- 車輌：カースタントTAKA
- ポストプロダクション：日活撮影所
- 現像：東京現像所
- 企画協力：ヒロ・プロダクション（井波洋）
- 製作：アートポート
- 配給：アートポート

## VHS / DVD
- VHS：2000年2月11日リリース
- DVD：2011年2月25日リリース